# 范周
范周（？—？），字無外，蘇州吳縣（今江蘇省蘇州市）人，宋朝詞人。其父為北宋政治家范仲淹同父異母兄長范仲溫之子贊善大夫范純古。

## 生平
范周自幼不追求名譽和地位，只用功於詩詞，居所稱為「范家園」，以堅持自己的信念為樂，未嘗屈折於人。另外范周有一忘形之交郟僑為比部公郏亶之子。

## 著作
據《全宋詞》記載，范周有兩首著作，分別為《木蘭花慢》及《寶鼎現》。